# ユースホステル

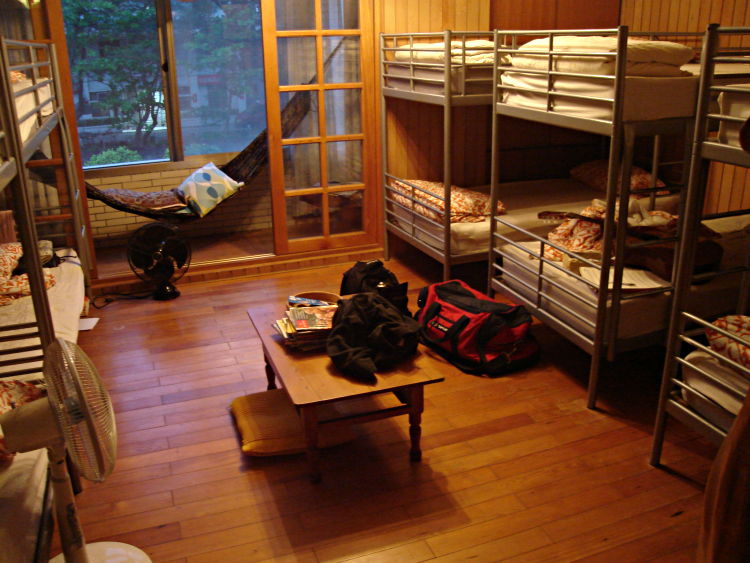
台湾のユースホステルの室内

ユースホステル（独: Jugendherberge、英: youth hostel）は、プロイセンのリヒャルト・シルマンが創設した、青少年少女の旅に安全かつ安価な宿泊場所を提供しようという主旨で始まった運動と、それにより生まれた宿泊施設。また、約80の国と地域にあるそれらの宿泊施設による宿泊施設ネットワーク。
略称は「YH」。日本では「ユース」とも。
イギリス英語で、ユースホステルの利用者をホステラーという。ユースホステルを利用した旅をホステリングという。

## ユースホステル運動

### 発祥

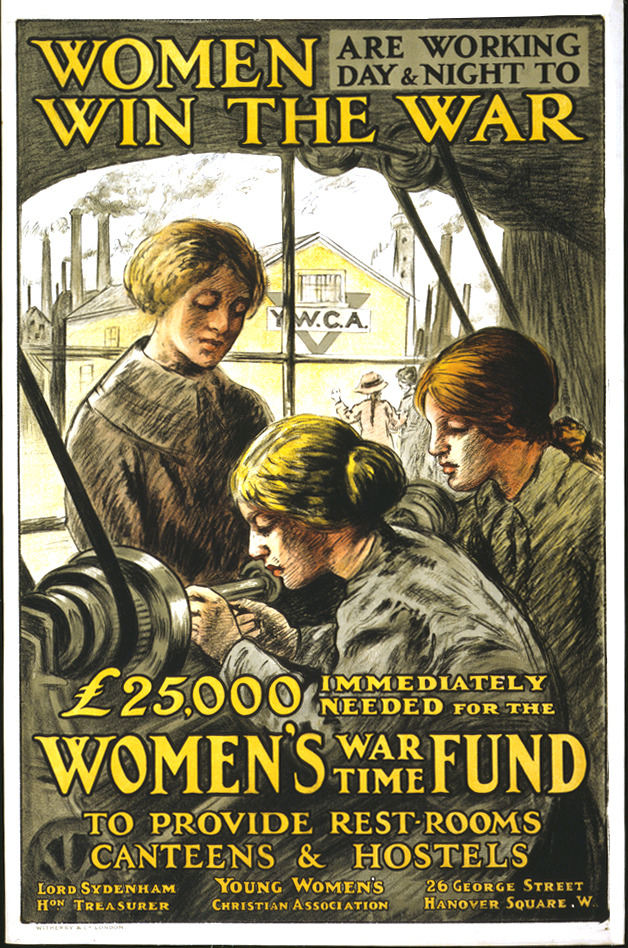
第一次世界大戦中に英国で発行されたポスター。女性労働者にホステルなどの住居を提供するための戦時基金への拠出を訴えるもの。

ドイツの小学校教師リヒャルト・シルマン（Richard Schirrmann）が、ワンデルンシューレ（移動教室）を思いつき、児童を連れて、さかんに徒歩旅行をしていた。しかし、宿泊場所の確保に苦労し、1909年に豪雨のために緊急避難的に小学校に避難したことからユースホステルを思い付く。
その後シルマンは、ザウワーラント山岳協会のウィルヘルム・ミュンカーの支援を受け、一代にして世界中にユースホステル運動を広げる。しかし、第一次世界大戦によりユースホステル運動は中断し、大戦後のハイパーインフレで、シルマンは全ての財産を失った。その後国家社会主義ドイツ労働者党（ナチス）政権によりシルマンは追放される。そして、第二次世界大戦と敗戦を経て、爆撃と戦闘でドイツは焦土となり世界から孤立した。ドイツユースホステル協会の国際ユースホステル連盟への復帰は却下され続ける。
このような絶望的な状況下からもシルマンは、何度も何度も再起し、世界中にユースホステルのネットワークを作り上げていった。

### 国際ユースホステル連盟
ユースホステル運動の国際組織として、国際ユースホステル連盟（International Youth Hostel Federation, IYHF）があり、イギリスのイングランドのハートフォードシャーに事務局が置かれている。
日本では日本ユースホステル協会（JYH）がIYHFに加盟しており、日本では各地区にのユースホステル協会が設けられている。
各ユースホステルはIYHFや所在する国・地域の協会の指針に基づいて運営される。

### 宿泊施設
宿泊施設は一般住宅と同等の家屋のほか、古城や古い穀物倉庫などの歴史的建造物、豪華な邸宅、さらに岸壁に係留された帆船や貨客船などの船舶であったりと多種多様で、そうした環境面での予期しない楽しみも多い。世界最初のユースホステルもドイツ・ドルトムント近くのアルテナにある古城の一角に設けられた。
2017年時点で、世界の60ヶ国に約3500施設があり、うち約3分の2がヨーロッパにある。日本国内には約200カ所の施設がある。
元来、青少年の旅行者向けに開設された宿泊施設のため、ドイツ南部のバイエルン州では2004年まで原則満26歳までの利用とする年齢制限があった。2005年からは世界中の全ての地域・国で、利用できる年齢に上限を設けていない。

## ヨーロッパのユースホステル

### 歴史
世界最初の専用ユースホステルは、シルマンが1912年、アルテナ城を使って青少年が廉価で宿泊できる施設を開設したのが始まりである。アルテナ城内のユースホステルは現在も営業を続けている。
それ以前にも自身の勤務する小学校（アルテナのネッテ校）でユースホステルを臨時に設置していた。ただし、アルテナ城と違って専用ユースホステルではない。
1932年にはアムステルダムで第1回国際ユースホステル会議が開催され、ドイツ、チェコスロバキア、オランダ、スイス、ノルウェー、デンマーク、ポーランド、ベルギー、イギリス、アイルランドが参加した。
第二次世界大戦後、ヨーロッパの大部分の国では戦争による建物の破壊や徴発、設備の略奪、管理人や職員の四散によりユースホステル運動の継続は危うい状況となっていた。しかし、国際奉仕団等の援助もあり、1947年にはヨーロッパ諸国には500以上のユースホステルが再建された。

### 施設

#### 宿泊料
2019年現在、日本円に換算すると3,000円から4,500円程度。ロンドンや北欧は物価水準が高いことから、通常のホテルに宿泊するよりは格安である。

#### 設備
ヨーロッパでは自炊のためのメンバーズキッチン（自炊室）がある施設が多い。

## 日本のユースホステル

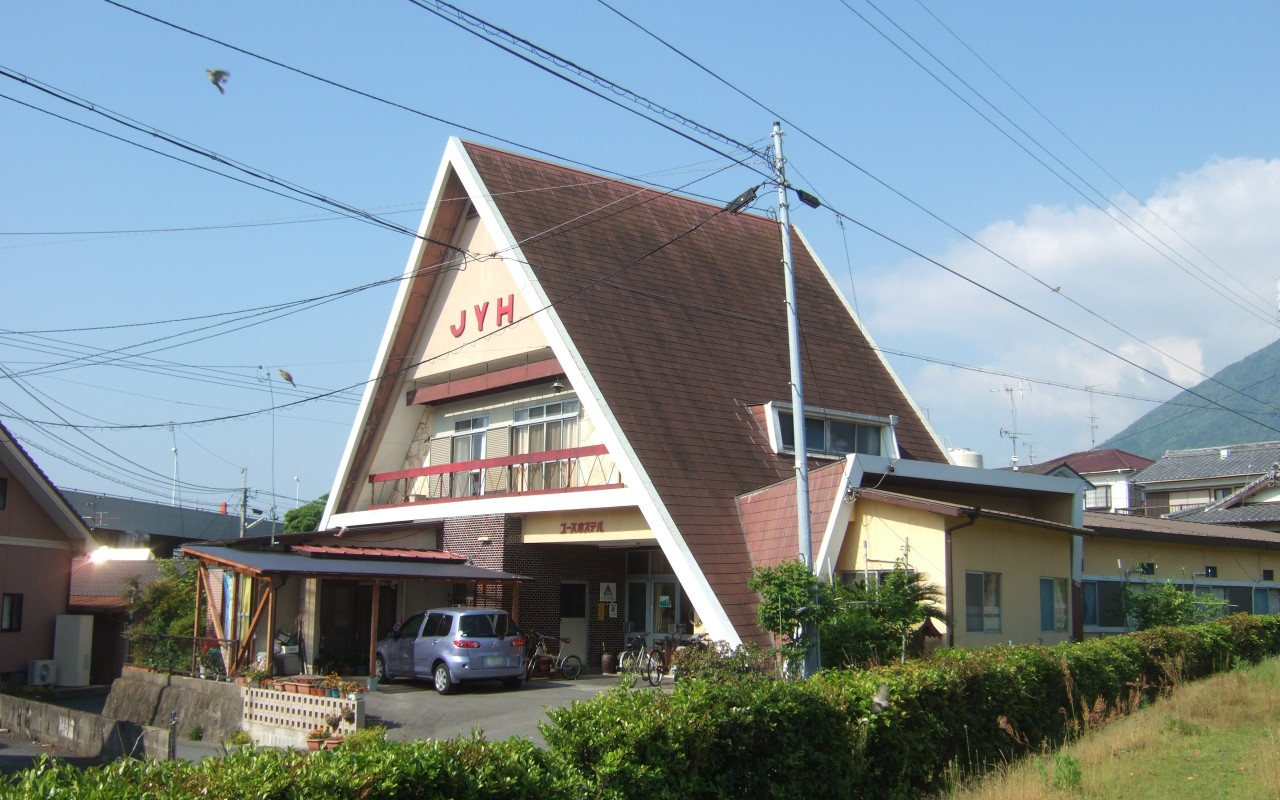
島原ユースホステル

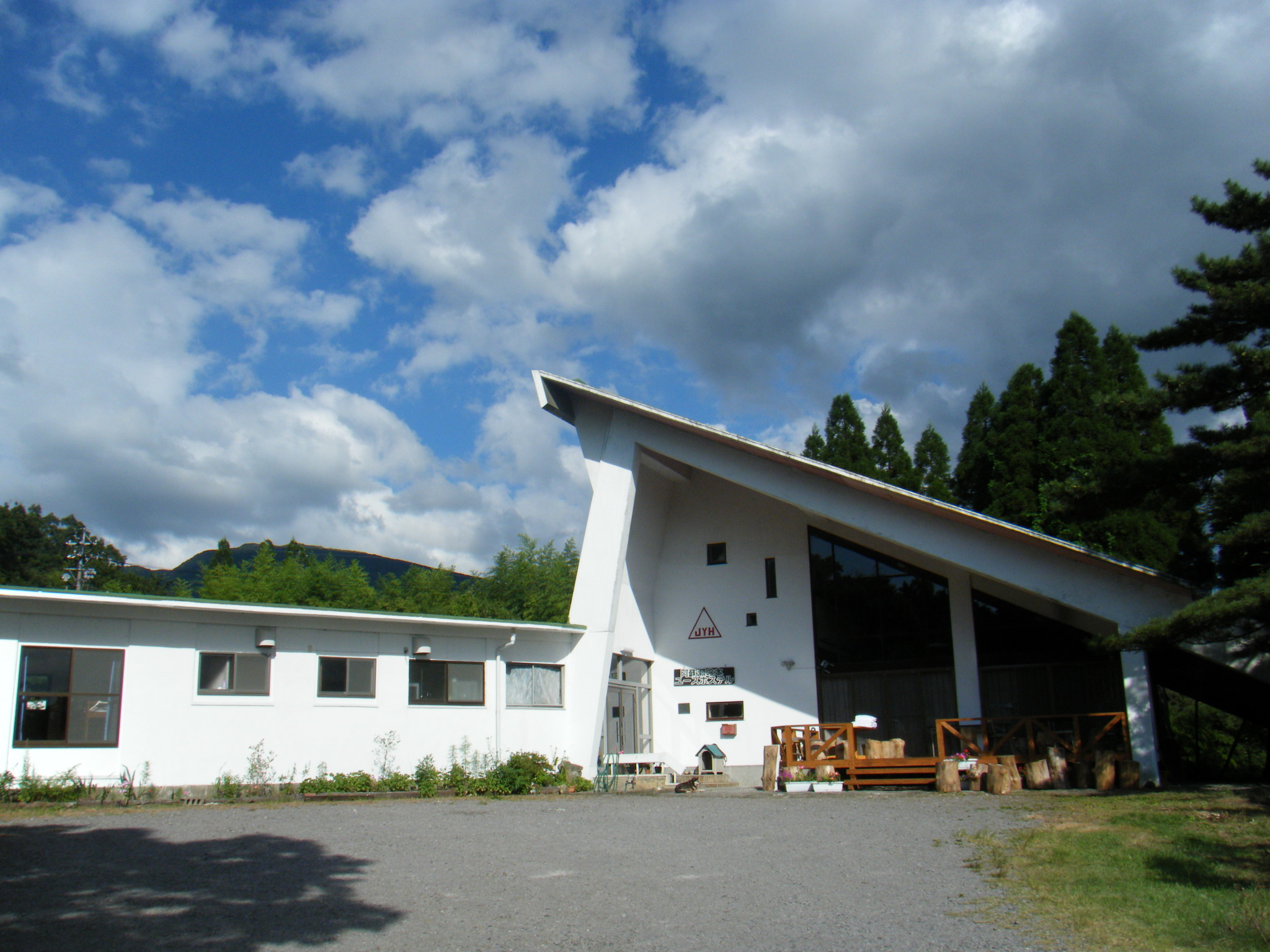
阿蘇くじゅう高原ユースホステル

### 日本ユースホステル協会
日本では1951年10月16日に、下中弥三郎、中山正男、横山祐吉、金子智一らが中心となって日本ユースホステル協会（JYH）が発足した。1952年に13施設と契約。1955年には、直営第1号として、北海道千歳市の支笏湖畔にある支笏湖ユースホステルをオープンさせた。

#### 会員の種別
有効期間は原則として申し込みを行い会員証が発行された日からの1年間。但し学校パス会員は会計年度制で4月から翌年3月まで。特別資格公認証会員は発行された日からの1ヶ月のみ。一般会員の終身パスについては有効期限なし。会員になると、上掲の通りユースホステルの宿泊がビジターよりも優遇されるほか、提携施設での割引や優待、提携カード会社などとの特典が受けられる。
- 一般会員
  - 少年パス会員（4歳〜中学3年生）
  - 青年パス会員（中学卒業者〜19歳未満）
  - 成人パス会員（19歳以上〈年齢上限なし〉）
  - 家族パス会員（19歳以上の成人と同行者として帯同する中学生以下の少年）
  - 団体パス会員（10名以上の団体・法人・機関。応募はそれらの代表者<引率責任者>が行う）
  - 終身パス会員（26歳以上〈年齢上限なし〉）
- モンベルカード - アウトドア用品メーカー・環境保全団体の（株）モンベルとの提携によるもの。モンベル直営店・オンラインショップでの購入特典あり。
  - 成人パス会員（19歳以上〈年齢上限なし〉）
- その他の特別会員
  - 学校パス会員（10名以上の小学校・中学校・高等学校・高等専門学校の生徒・教職員。応募はそれらの代表者（引率責任者）が行う）

なお、特別資格公認証会員（10名以上の地方公共団体・青少年団体・社会福祉団体・および大学・大学院・専門学校など日本ユースホステル協会が特に必要と認める団体が対象）は廃止された。

#### 四つの誓い
ユースホステル会員やホステラーが守ることを求められる誓いが、JYHによって次の通り定められている。
1. 私たちは、簡素な旅行により、未知の世界をたずね見聞を広めよう。
2. 私たちは、規律を守り、良い習慣を身につけよう。
3. 私たちは、共に助け合い、祖国の繁栄に努めよう。
4. 私たちは、国際人としての教養を高め、明るい社会を建設しよう。

#### 青少年運動として
都道府県のユースホステル協会で、青少年活動としての事業を行う所がある。野外活動の一部としての「歩くこと」や、少年少女の指導的な側面はボーイスカウト・ガールスカウトに通じるものもある。また、大学・高校の公認サークルとしてのユースホステル部やユースホステル研究会もある。ユースホステルの利用を前提とした、自炊によるアウトドア活動や鉄道旅行、子供との交流などに力点を置いている。

### 歴史
1951年のJYH設立以後、全国各地でユースホステルの開業が相次ぎ、最盛期には会員数で1972年に63万人・施設数で1974年に587施設を数えた。それ以降の施設は減少気味であり、2000年には332施設、2010年12月31日現在249施設、2013年では222施設まで減少している。
1966年（昭和41年）に伊豆のユースホステルのペアレント一家と訪れたホステラーとの交流を描いた森繁久彌主演のNHKテレビドラマ『太陽の丘』が放映された学生運動が吹き荒れていた時代の１時間番組で、ユースホステルを世間が知る契機となった。
1970年代には会員も全盛期で、最高で63万人を超え世界第1位となった。現在のシェアハウス、ゲストハウスに近い。当時の会員の中に「青葉城恋唄」を歌詞作曲したさとう宗幸がおり、知床岩尾別ユースホステルに学生時代に宿泊した体験に基づき、「岩尾別旅情」を作詞作曲した。ところが、1980年代以降は減少傾向にあり、2013年で37,800人まで減少している。

### 施設

#### 運営主体による分類
運営の主体により下記のように分類される。
- 直営ユースホステル：JYHが直接運営しているもの。
- 公営ユースホステル：公営の宿泊施設をユースホステルとして使っているもの。あるいは、地方自治体などがユースホステル専用として設置運営しているもの。会員でなくても身分証明があれば同じ料金で宿泊できることが多い。
- 民営ユースホステル：民営（個人・会社）の宿泊施設がユースホステルとして利用できるもの。あるいは、個人などがユースホステル専用として設置運営しているもの。

日本では直営ユースホステル以外、設置者（民間の個人、地方自治体など）がJYHから認定を受けた上で、JYHとの契約でユースホステルの運営が開始される。
2008年末、中国地方の多くのユースホステルが一斉に日本ユースホステル協会との契約を解除した。そのため、日本ユースホステル協会のWebサイトなどでは「閉館」と告知されているが、ほとんどの施設はユースホステルと同形態のまま宿泊営業を続けている。

#### 宿泊料
ユースホステル会員とビジターで料金が異なる（会員でない場合はビジター料として600円が加算される→公営ホステルは除く）。日本の施設では宿泊料金は2007年で一般的に1泊2食付で約4700円〜約5040円（会員料金・通常期料金）となっており、基本的に寝室は男女別相部屋であるが、家族やグループの場合は一部屋を家族やグループ単位で利用できるところが多い。2006年より宿泊料金の上限が引き上げられ、繁忙期料金や閑散期料金がそれぞれの施設である程度自由に設定できるように規則が改められた。

## ユースホステルの運営と建物

### 形態と建物
- 経営形態

日本の民営ユースホステルでは、建物全体が専らユースホステルとして使用されている施設だけでなく、旅館・ホテルの経営者が館内の一部を利用して兼営で営業する施設、寺院の住職等が寺院内部で宿坊等を利用して開設した施設もある。
- 建物の構造

日本では木造建築の施設が多いが、鉄骨・鉄筋コンクリートの建物による施設もある。鉄骨・鉄筋コンクリートの建物の施設は、日本に限らず世界的に見て、都市部の施設に多い。
日本では、ペンション・旅館との兼業でなくユースホステル専用ながら、ペンション風や和式旅館風の建物による施設もある。そのようなユースホステルは1990年代以降、増加傾向にある。
建物が歴史的・文化的に価値のあるものなどユニークなものとして、海外では先述の通りのほか、元刑務所の建物による施設がある。日本国内でユニークな建物の施設といえば、かつては宿場町の古い町家を利用したものや合掌造りの民家を利用したものがあったが、現在日本でユニークな建物の施設は、農村・山村の古い民家を利用したもの、鰊番屋を利用したもの、廃校を利用したものが挙げられる。
- 経営規模

日本では、1980年代以前に開設された施設では宿泊人員が数十人や100人前後かそれ以上の大規模な施設が多かったが、1990年代以降に開設された施設では宿泊人員が十数人から20人程度の小規模な施設が多い。この要因には、ユースホステル会員数の減少などユースホステルの需要が低下しており、大規模にする必要性が薄くなったこと、近年ではホステラーがユースホステルに家庭的な雰囲気を求める考えが強くなった事や設置者・管理者にとっても小規模な施設であれば建物・設備の維持・管理が容易になることが挙げられる。
- その他

以前にユースホステルとして営業していた宿泊施設の経営者が、JYHとの契約終了後、同一の建物で民宿またはペンションを営業している場合もあれば、民宿として営業していた宿泊施設がJYHとの契約で、全面的にユースホステルとしての営業に変わる場合もある。

### 運営スタッフ
日本のユースホステルで、施設の運営の最高責任者は、管理者であるマネージャー（最近はこの呼称が使われるようになったが、古くからの「ペアレント」の呼称が使われることもある。）である。民営ユースホステルでは多くの場合、施設所有者と経営者とマネージャーは同じである。
マネージャー夫妻が運営の中心となっている所が多いが、比較的大きなユースホステルや繁忙期には、施設運営の補助にアルバイト(ヘルパー)を雇っていることも多い。アルバイトであっても業務は館内の清掃、食事の準備と後片付け、電話応対、風呂の準備、宿泊予約の受付、チェックイン時のホステラーへの応対などの接客など、施設運営におけるあらゆる業務にわたっている。

## 宿泊施設としての側面

### 利用の規則
2018年現在では男女別の相部屋の原則（家族や夫婦の場合は相部屋ではない場合が多い）、他の利用者の迷惑になる行為をのぞいては一般的な宿泊施設と同様の施設が多く、食事の配膳、食器洗い等の後片付け、寝具の準備、清掃に至るまでセルフサービスといった施設は少ない。
かつては朝食後の清掃もホステラーの義務であったり、義務でなくても任意で行うのが望ましいとされた施設もあったが、現在日本国内で、ホステラーが朝の出発前に館内を清掃する施設はほとんど皆無と言ってもよい。
かつては日本国内の施設では、消灯時間が厳守され、午後10時にはホステラーの寝室も含めて館内の灯火をほとんど全て消し、ホステラーは寝室に引き上げる必要があった。現在でも消灯時間を設けている施設は多いが、規則は緩やかで、早めに就寝したいホステラーへの配慮から、寝室の電灯を午後10時から11時の間に消す必要があっても、食堂や談話室（談話スペース）をより遅い時間まで雑談などに利用できる施設が普通で、中には談話室を終夜利用できる施設もある。
かつて、日本国内では禁酒の施設が一般的であったが、近年では大半の施設で飲酒できるようになり、ホステラーに酒類の販売を行う施設や施設内にカウンターのあるバーを設けて、そこでホステラーにビールやソフトドリンクを提供する施設が海外のみならず日本でも見られるようになっている。また、喫煙については、受動喫煙防止の観点から、全館禁煙の施設が増加してきている。

### 食事の提供
夕食・朝食とも提供する施設もあれば、どちらかのみの提供となっている施設もある。また、施設によっては通年もしくは閑散時に食事提供を行っていない場合や、ホステラーが自炊する場合もある。
海外では自炊室を備えた施設が多いが、現在日本では自炊室を備えた施設は少ない。自炊室のある施設では、鍋・釜や食器はおおむね無料で貸してもらえる。
- 朝食料金 - 日本では、大概宿泊料金と朝食料金が別立てある。ヨーロッパでは宿泊料金が朝食込みとなっている施設が多い。
- 夕食料金 - 日本でも世界でも、夕食が宿泊料金に含まれている施設は見られない。

- 夕食予約のタイミング - 日本では宿泊申込み（予約）と同時に食事の予約も行う。ヨーロッパの施設では夕食前に館内で食券を購入して施設内の食堂を利用するか、施設内の食堂に入ってその場で夕食メニューを注文すればよい。

- 朝食予約のタイミング - 日本では宿泊申込み（予約）と同時に食事の予約する。ヨーロッパの施設では、その朝施設内の食堂に入って注文すればよい。

### 寝室と寝具
ヨーロッパのユースホステルの様式では、寝室内のベッドは二段ベッドであり、その様式は日本国内の施設でも一般的であるが、日本では寝室が布団を敷いて寝る畳敷きの和室となっている施設もある。
また、近年の日本では、寝室内に二段ベッドではなくシングルベッドを備える施設が増えている。1室の宿泊人員は、日本でも海外でも、一般的には4〜8人程度である。
中には、大部屋の寝室に二段ベッドを何台も据えて一部屋の宿泊人員を多くした「マスプロ」式・「詰め込み」式で、ホステラーにとって居住性が高いとは言えない施設もある。
料金が低廉とはいえ、日本でも海外でも、寝室や廊下など館内が清潔で、相部屋ながら居住性の高い施設も多い。一方、中には衛生的とは言い難い施設もある。
窃盗などへの防犯対策では、日本国内でも近年では寝室の扉を内側から施錠できる施設が少なくない。日本ではまだ少ないが、ヨーロッパではチェックイン時にホステラーに寝室の鍵を貸与する施設が一般的である。寝室の鍵はカードキーである場合もある。チェックイン時に鍵の保証金を徴収し、紛失・破損など問題がない限りチェックアウト時に鍵を返却の際、全額保証金を返還する施設もある。また、ロンドン・パリなどヨーロッパの都市部では、寝室の扉がオートロックとなった施設もある。さらに、ヨーロッパでは寝室内に荷物用ロッカーを備える施設が多く、その場合ホステラーがロッカーの施錠を持参の南京錠で行うことが多い。
ベッドのシーツ（ユースホステルにおいては「スリーピングシーツ」と呼ばれることが多い）は、かつてホステラーが持参することが多かったが、現在ではほとんどの場合、施設が提供するものを使用する。以前は封筒状のものが一般的であったが、形状からくる束縛感が不評なこともあり、多くの場合一般的なシーツを二枚重ねにして使用する。もちろん現在の日本ではシーツは宿泊料金に含まれており、持参しても料金は割引にならない。海外では、現在でもシーツ持参で宿泊料金が割引になる国がある。
朝には毛布を畳み、かつての日本ではその方向や畳み方まで微に入り細をうがって点検するという、まるで刑務所か軍隊を思わせるような規律があったが、現在はそのような厳しい点検を行うことはない。借りたシーツは連泊でない限り、ベッドまたは布団から外して畳み、所定の場所に返却する。

### 水周り
ユースホステルでは基本的に風呂（シャワー）・トイレ・洗面所は寝室になく、寝室の外に設けられ共同である。
ユースホステルの共同浴場は、海外では当然シャワー室だが、日本では沖縄など南西諸島の一部の施設でシャワー室であるのを除けば、浴槽と洗い場からなる風呂である。日本の温泉地では、共同風呂が温泉風呂となっている施設がある他、館内の風呂が温泉でなくても希望者を自動車で近くの温泉浴場に送迎する施設がある。
近年では、洗面台が寝室内に設けられた施設が日本にも海外にもあり、中には洗面台だけでなくトイレも寝室に設けられた施設がある。後述の日本のユースゲストハウス・ドイツのユーゲントゲストハウスでは、寝室にトイレ・洗面台だけでなくシャワー（バス）までも備わった施設もある。
日本でも海外でも、コインランドリーなどホステラーが有料で使用できる洗濯機・乾燥機が多くの施設に設置されている。

### 「ミーティング」
ミーティング（ティータイム）は日本のユースホステルに特有の行事で、海外の施設では見られない。現在では行われていない施設が多い。
かつては、マネージャーやヘルパーが中心となって、夕食後に「ミーティング」が行われ、宿泊者同士の交流もその場を中心として行われていた。これらはユースホステル側スタッフ（ペアレントやヘルパー）とホステラーによる歌や踊りが中心で、程度問題であるが、脱線状態となり、狂喜乱舞しているユースホステルもあった。しかし、歌と踊りのミーティングは、禁酒でもあり消灯時刻もある中での制限内での騒ぎであった。
その後、ミーティングの形態も変化し、かつて程度を超えたミーティングで不評を得たこともある「歌」や「踊り」を行う施設はまれになり、それを実施するユースホステルでは逆に「売り」になっている。
現在では要望に応じての観光案内や、ティータイムなどの座談が中心である。
ティータイムでは参加したホステラーに茶菓を出して、ホステラー同士が旅行情報を交換したり雑談する他、マネージャーやヘルパーが観光案内を行うことが一般的であり、日常生活では出会うことのありえない人達との出会いがあって、ユースホステルの魅力の1つとなっている。
最近はミーティングやティータイムの時間を設けていないユースホステルもある。その場合は談話室に自由に集まり、雑談や情報交換が自然発生することが多い。

### ユースゲストハウス
近年では、通常のユースホステルより設備の水準が高い施設としてユースゲストハウス（略称：YGH）もある。
通常のユースホステルより高い年齢層の利用を考慮して、一部屋の定員を2〜6人程度にし、寝室では二段ベッドでなくシングルベッドを備えて間取りが広いなど、設備が高級化しているため、宿泊料金も通常の施設より高めに設定され、JYHでは1泊2食付5000円〜6500円程度とされているが、実際には2004年現在、1泊2食付で約5400円〜約5800円（会員料金）が一般的と考えるとよく、家族部屋などがある。設備には以下の3タイプあり、日本ユースホステル協会が設定している上限価格が違っている。
- 洗面付（上限価格 - 素泊3500円）
- 洗面トイレ付（上限価格 - 素泊4000円）
- 洗面トイレ・風呂付（上限価格 - 素泊4500円）

但し、あくまでも上限価格であり、実際には、どのユースゲストハウスも、価格差はほとんどない。1泊2食付で約5400円〜約5800円（会員料金）の範囲内と考えて良い。
ドイツでは一般のユースホステル（Jugendherberge）より設備の水準が高いユーゲントゲストハウス（Jugendgästehaus）があるのにならって、JYHが開設を勧めるようになった。
しかし、ユースゲストハウスと同等の高レベルの設備ながら、設置者またはマネージャーの意向で通常のユースホステルとして営業している施設もある。

## ホステリングとホステラー

### ホステラー同士の交流
ユースホステルでは、寝室が相部屋で一人旅での利用が多いという特質のため、以前に面識のなかったホステラー同士が施設の館内で歓談することが普通にある。
ホステラー同士の雑談などの交流は、寝室内の他、食事時間中に食堂、ミーティング（ティータイム）とその前後に食堂や談話室（談話スペース）で行われ、食堂や談話室では性別に関係なくホステラー同士の雑談が気軽に行われる。会話だけでなく、ホステラー同士が時にトランプやUNOなどのカードゲーム、卓球台のある施設では卓球に興じることがある。その他、施設によっては、ダーツ、ビリヤードなども用意している。
このようなホステラー同士の交流は日本の施設だけでなく海外の施設でも見られ、民族・人種・国籍の異なる者同士が交流することもある。そのようなホステラー同士が住所・電話番号、近年では電子メールのアドレスを交換し合うことも少なくない。知り合ったホステラー同士で次の日に観光などの行動を共にすることもある。
また、日本では、施設にもよるが、ホステラーとマネージャー、ホステラーとヘルパーが互いに歓談などをすることも珍しくはない。特に日本国内においては、その施設を定宿として頻繁に利用するホステラーも少なくはなく、常連同士が食堂や談話室などに集まって、内輪ネタで盛り上がることも多い。ところがユースホステルの利用者の多くが一人旅であるが故、また交流を積極的に望む意識が比較的強いが故に、一見客から見ると、このような常連の内輪ネタによる盛り上がりが時として排他的な雰囲気を生むことになり、会話の輪に入れず疎外感を持つことがしばしば見受けられる。
また反対に、さほど積極的な交流を望まないホステラー（特に女性）が男性ホステラーから執拗に話し掛けられたり、住所交換などを求められ対応に苦慮するケースもしばしば見受けられ、これは宿泊施設としてのユースホステルの個性である「交流の宿」という性格が、いわばマイナスに作用しているケースと言える。

### 移動手段
日本国内のホステリングで、かつては鉄道やバスなど交通機関での移動が最も一般的で、現在では、交通機関の利用によるホステリングもあるが、オートバイや自動車での移動が主流である。また、かつても現在も、自転車または徒歩で移動するホステラーが時に見受けられる。
最寄の鉄道駅またはバス停留所が施設から遠い場合、交通機関利用のホステラーを自動車で駅またはバス停に送迎する施設もある。

## 日本のユースホステルの問題

### ホステラーの高年齢化
日本では、1970年代まではホステラーのほとんどが10代後半から20代前半の学生・生徒（世代としては当時の「団塊の世代」からその10歳前後下までが中心）で、1980年代から1990年前後までは若年の社会人の利用が多くなったとはいえ、学生・生徒の利用も少なくなかった。
近年の日本では、学生等の若者よりむしろ中高年の利用が多く、かつてはあまり見られなかった高齢者、家族連れの利用もかなり多く見られるようになった。
ホステラーの高齢化が進んでいる理由は、多くの場合、単一の理由のみによってではなく、複合的な要因によることが多いと考えられる。また、それぞれの地域固有の事情など他の様々な要因も関係する。日本のユースホステル独特のしきたりが敬遠されていることも大きな要因である。

#### 利用者側の側面
- 少子化によって日本全体で若年者の割合が減っていること。
若い旅行者が、ユースホステル独特の団体生活的なしきたりや文化・設備、面識のない他人との相部屋が、嫌厭されていること。
- 日本国内のユースホステルのホステラーが、年齢層の高い社会人が主流となるにつれて、学生・生徒が心理的に宿泊しにくくなってしまったこと。
- 国内の経済情勢の変化（主に悪化）により、大学生は3年次から就職活動を強いられ、卒業後も社会に出て1〜2年目は遊びどころではない。
その反動で数少ない機会の旅行に行く場合、豪華な国内外旅行コースで、高級ホテルを選ぶ傾向にある。
- ビジネスホテルが、2000年代以降、料金がリーズナブルでしかも（夕）朝食も無料提供という優待サービスも少なくない。既に多くのビジネスホテルはユースホステルより安価であり、サービスも設備も良い。
このため、出張でなくてもビジネスホテルを選択する傾向がある。

#### 施設側の側面
- 設置者がマネージャーである民営ユースホステルにとって、比較的多くの安定収入のある20代後半以降の会社員・公務員が主たるホステラーであれば、単に宿泊するだけでなく、年越しパーティやカヌー・ラフティングなどのツアーといった施設主催の行事に参加し、また、施設で販売する地酒・輸入ビールなどの安価ではない酒類を購入するなど、本来の宿泊料金以外にサービス・商品などでの収入が多額となり、学生が主なホステラーであるよりも多くの収益を見込める。また、そのような社会人が固定客となれば、安定した施設の経営に繋がりやすい。そこで、日本国内のかなり多くの施設で、本来のユースホステルの設立趣旨から逸脱・乖離しながらも、学生・生徒よりも比較的年齢層の高い社会人の宿泊を主眼において経営を進めるようにもなり、そのような施設運営のあり方も、日本でのホステラー高年齢化をさらに亢進させている。
- ユースホステルの長所のひとつである廉価な利用料金が、格安なビジネスホテルの増加により長所でなくなっていること。詳しくは次節を参照。

### 施設数の減少
日本における施設数の減少傾向の理由としては、宿泊施設の多様化と、宿泊する側の要望する水準が高くなっていることに対して、既存のユースホステルが応えきれていないこと、少子化による想定した利用者人口の減少などにより、ユースホステル会員数が大幅に減少していることが挙げられる。
一方で、施設の老朽化による閉鎖や、民営ユースホステルにおいては「後継者」問題がある。国鉄の終焉時代から始まった赤字ローカル線廃止や、それを引き継いだ第三セクター鉄道・バス路線の登場、それら企業者がJRとは全く関係ないためワイド周遊券などの周遊券の通用除外となったこと、JR旅客各社が周遊券を廃止して、より通用期間が短い周遊きっぷに置き換えた事などによる、その地域の公共交通機関を利用した旅行者の減少、公営ユースホステルにおける収支逆ザヤなど、様々な要因が複雑に絡み合っている。
実際には、近年でも新しいユースホステルも次々と開所しているので、閉所しているユースホステルは、表面的な減少数よりも遥かに多い。

### 価格帯が競合する宿泊施設の登場

#### 利用料金
以前は、ユースホステルの宿泊料金は素泊まり3000円以下、1泊2食4000円前後かそれ以下という価格設定になっており事実上最も安い宿泊施設であった。しかし、今は宿泊施設の多様化が進み、価格面でも競合相手が多数出てきている。
特にユースホステルは会員制であるため、1泊しかしない旅行者にとっては、年会費+宿泊料金が事実上1泊に必要な料金となってしまうため、割高感が否めない。またこれがネックとなって、入会および利用へのブレーキになっている。実際には会員でなくてもビジター料金600円で宿泊できるが、地方都市の駅前など朝食付きの安価なビジネスホテルには料金面で太刀打ちできなくなっている。
このことを踏まえて財団法人日本ユースホステル協会は、この料金面での不利さを払拭し、とくに本来的なユースホステルの利用者層とされる若年層の利用促進を図るため、2009年1月1日〜4月30日の間、「ユースホステル100周年記念事業 若者旅立ちキャンペーン」を実施し、巻き返しを図った。これは、高校生以下の人がユースホステルを利用する際に「会員証不要」とするもので、かつ会員証そのものも無料で配布される。

#### 他の宿泊施設との比較
バブル経済期と同期してレジャーブーム、アウトドアブームが起き、数多くのアウトドア施設（テントサイト）が建設された。以前のテントサイトは、トイレさえ不十分であったが、水道・トイレ施設の充実の他、シャワールームが設置されたり、温泉露天風呂までも併設されたりした。このため、価格面だけで言えば、ユースホステルの強力な競合相手となった。
- ラブホテル

バブル経済期以降の若者のモータリゼーションの進展から、若者の旅行は、交通機関での移動からオートバイ、さらに自動車での旅行に大きく変化し、究極的には「車中泊」が最も安いが、カップルでの車旅行の場合は、郊外立地型のラブホテルもユースホステルの競合相手となった。2人分の宿泊料金と駐車場代を含めて考えればユースホステルよりも安いことが多く、時間の指定や受付の煩わしさもなく、設備も充実しているため、「カップルでの車旅行」のスタイルでは、ユースホステルが選ばれることは稀になった。但し、入室後の出入りが自由かどうかはホテルによって違いがあるため、限定的な利用スタイルでもある。
- ゲストハウス

ユースホステルと似た形態であるが、主に都市部ではゲストハウスといわれる外国人向けの低価格宿泊施設も登場している。これは、日本の宿泊費が高い事から、外国人バックパッカー向けにつくられたもので、東京・京都・沖縄などに多い。元々宿泊施設として作られたものではなく、普通の家やアパート、マンションを改装して2段ベッドなどを詰め込んだドミトリー型の宿泊施設となっており、立地条件にもよるが、1泊のみだと2000円から4000円程度である。外国人の場合、長期宿泊することが多いため長期の割引率が高く、沖縄の場合は1ヶ月いると1泊あたり1000円以下になる所もある。外国人向けに作られたものであるが、その安さのために日本人の利用者も増加し、日本人専用のゲストハウスもできてきている。ただし、長期利用者が多いゲストハウスでは、ルームシェアの一形態とも見なされ、ユースホステルよりも宿泊における規則が厳しくなってしまった所も出てきており、均質的なユースホステルと比べると利用しづらい面もある。
- 民宿

民宿においても、ユースホステルと同じく男女別相部屋を基本とし、料金もユースホステルの会員料金と同程度であり、宿によっては寝室に二段ベッドを備え、JYHと契約がないことを除けばユースホステルとほぼ同一の方式・形態で運営される宿がある。1980年代以降、北海道や信州などで開業が増えた。かつてはユースホステルより利用者の年齢層がやや高く、飲酒が可能など規律もユースホステルより緩やかだったが、ホステラーの高齢化と規律の緩和により、現在ではそのような民宿とユースホステルの実質の差はさらに僅かとなっている。そのような民宿を「旅人宿」と呼び、かつては「ユース民宿」の語も使われた。代表例では、「とほネットワーク旅人宿の会」を形成する民宿である通称「とほ宿」があり、共同で情報誌「とほ」を発行している。既述の内容と重複するが、ユースホステルがJYHとの契約を解約して同一形態のまま、そのような民宿に移行する場合もあれば、逆にそのような民宿がJYHとの契約で、民宿の頃と営業形態を変えずにユースホステルに移行する例もある（民宿の項目を参照）。
- ビジネスホテル

既存の宿泊形態であっても、最近のインターネットによる宿泊予約システムの普及によって、宿泊料金の低価格化が進んでいる。インターネットで予約すれば、3000円台後半から4000円台で宿泊できるビジネスホテルが非常に増えている（予約・受付業務における人件費削減による低廉化）。もちろんこれらの施設は個室であり、部屋にバス、トイレ、テレビ、エアコン、冷蔵庫の他、インターネット設備まで取り揃えている場合もある。さらにこの値段で朝食付きの所まである。ユースホステルが相部屋である事から考えると、ユースホステルの割高感を持たざるを得ない。ビジネスホテルの立地として、公共交通機関利用者を主なターゲットにした駅前立地の他、自家用車利用者をターゲットにした高速道路のインターチェンジ付近に立地するものもあり、広大な駐車場を併設したモーテル型もある。
- 当日割引

また、ビジネスホテルより豪華な一般のホテルや旅館であっても、空室にしておくよりは割引してでも満室にしておいた方が利潤があるとして、地方中核都市や温泉地を中心に、「直前割引」「当日割引」を設定している宿泊施設がある。この場合、携帯端末やパソコン対応のホテル独自のサイト、旅行会社によるサイト、当日予約専業のサイトなどから、数日前から当日の予約に限って50%近い割引がされていることがある。また、三大都市圏などでは、ネットによる当日予約で、予定チェックインの時間帯（夕方、夜、深夜）によって宿泊料金が変わる宿泊施設がある。これは、終電後にタクシーで帰宅する人に対し、タクシー代と競合する価格帯（5000円程度）にすることで、新たな宿泊需要を掘り起こすことを目的としている。いずれの場合も価格競争力があるため、ホテル側の設定意図とは離れて、ユースホステルと競合することになってしまった。
- モーテル

以上のように、携帯電話を持って車旅行をする者にとっては、ユースホステルは価格面において唯一の選択肢ではなくなってしまった。この例として、車による旅行者を主なターゲットとする「モーテル」（一人旅でも家族連れでも利用可能）という、低廉で気軽に利用できる宿泊施設が全国各地の町にあるアメリカでは、個人の家庭をユースホステルとして提供している施設も含め、ユースホステルは132軒に留まる。施設数自体は日本に次ぐものの、東海岸や西海岸に集中し、内陸部は少ない。

### その他の問題点
一人での利用の場合は原則的に相部屋とされる。このためプライバシーの制限を受けることが少なくなかった。しかし最近では夫婦や家族での一室利用も歓迎されることも増え、以前に比べればかなり利用しやすくなってきたといえる。またシングルルームを用意している施設も少なからずあり、前述のビジネスホテルとの競合を意識した経営戦略を打ち出すところも出始めている。海外では、個室やファミリールームを設けているユースホステルが多い。
相部屋という性質上、まれに盗難事件が起こることもある。海外のユースホステルの場合、鍵付き（または持参をした鍵をつけられる）ロッカーが整備されていることも多い。

## ユースホステルに関する情報提供
- 旅行地のユースホステルは、日本のユースホステル一覧で調べることができる。
- 日本ユースホステル協会の会員は、入会及び継続時に配布される冊子で、各施設への行き方や住所が簡単に記述されたホステリングガイド、季刊の情報誌「とらいべる（Tryvel）」で調べることができる。ただし、公営ユースホステルのうち日本ユースホステル協会からの負担金の増額に応じていない公営ユースホステルは、掲載していない[10]。
- 「公営ユースホステル」のインターネットサイトには、日本ユースホステル協会のサイトには掲載されていない公営ユースホステルを掲載している[10]。
- ユースホステルを紹介する書籍が発行されているが、近年ではインターネットを利用した情報公開に移行している。

### ユースホステルしんぶんから「とらいべる」へ
- 日本ユースホステル協会は、ユースホステルの情報源としての情報誌「ユースホステルしんぶん」を毎月PR版（1日号）、会員版（11日号）、内報版（21日号）を発行し、会員には会員版を郵送していた。だが、会員版は、2004年度では年4回休刊して年8回の発行となった。その後、2004年度で廃刊された。
- 2005年度以降は、季刊の情報誌「とらいべる」が発行されている。「とらいべる」は、ユースホステルの情報の他、旅行情報を掲載している。創刊号だけがイレギュラーの4月1日発行だが、以後、6月1日、9月1日、12月1日、3月1日の発行予定となっている。会員には、郵送される。
- ユースホステルしんぶん時代は、入会から初回の送付までに1〜2ヶ月を要し、年8回発行といっても場合によっては6〜7回しか手元に郵送されなかったが、「とらいべる」はシステム変更により、必ず4回送付される。入会直後の発行分が間に合わない場合は、会員期限（1年）が切れた後も、4回目のものが手元に届くようになる。なお、2006年度から発行日が20日に改められた。

### ホステリングガイド
- 出版社：日本ユースホステル協会
- 大きさ： 21cm（小冊子）
- 刊行頻度；年刊
- 刊行状態	刊行終了(2013年版以後廃刊)

- 記載内容：日本国内のユースホステルに関する情報及び、世界的なユースホステルに関する予約などの情報が記入されていた。ユースホステルの利用のための情報、日本のユースホステルの情報、各地のユースホステルが行っている行事、会員における割引施設の情報、ホステル宿泊約款など様々な情報が得られた。
- 留意事項：公営ユースホステルのうち日本ユースホステル協会からの負担金の増額に応じていないユースホステルは掲載されていない[10]。